# Roel Wiersma
Roel Wiersma (Hilversum, 15 d'abril de 1932 - 4 de febrer de 1995) fou un futbolista neerlandès de la dècada de 1950.

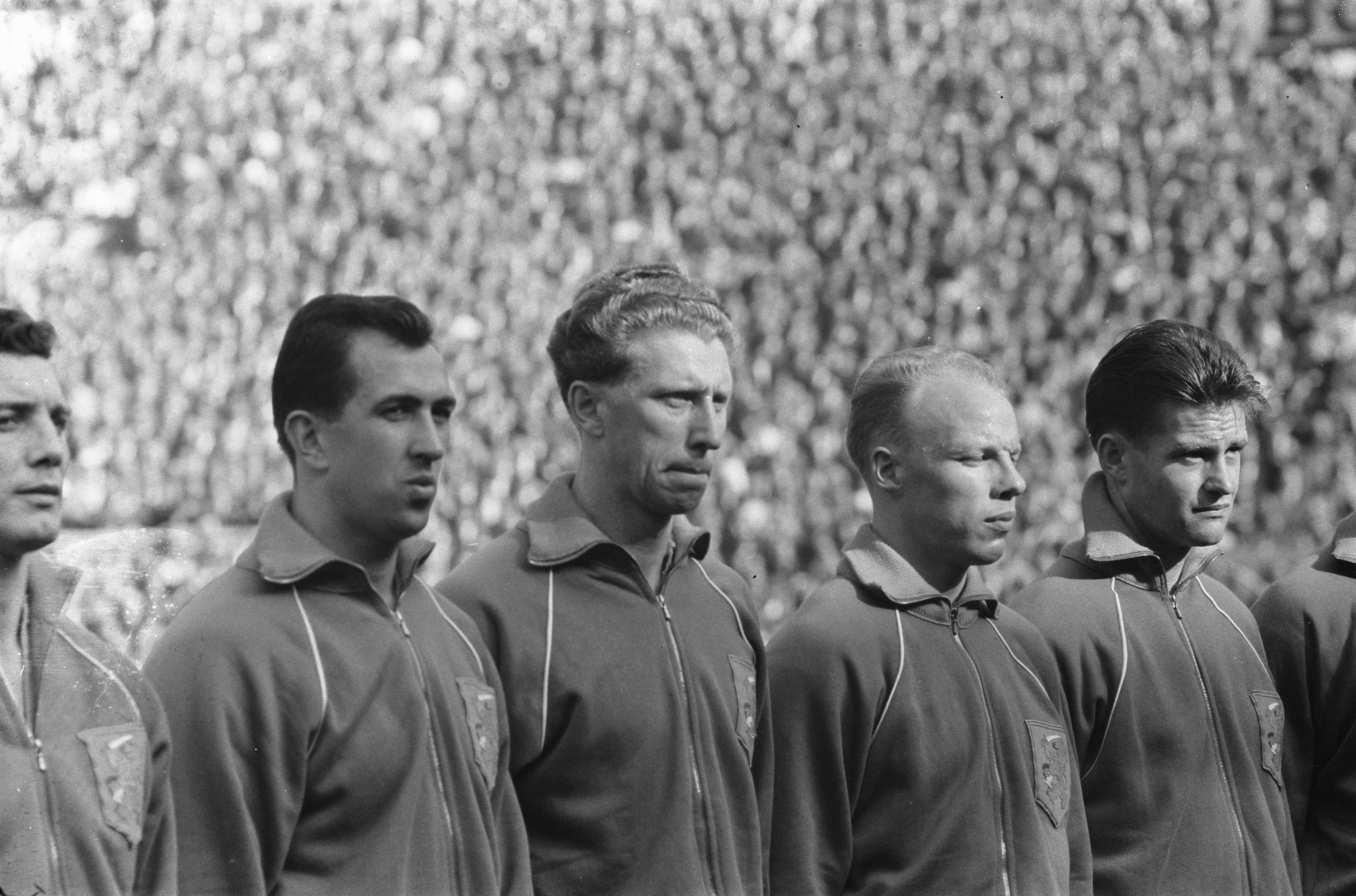
Holanda vs Bèlgica el 1960. D'esquerra a dreta: Cor van der Hart, Eddy Pieters Graafland, Jan Klaassens, Wiersma i Kees Kuijs.

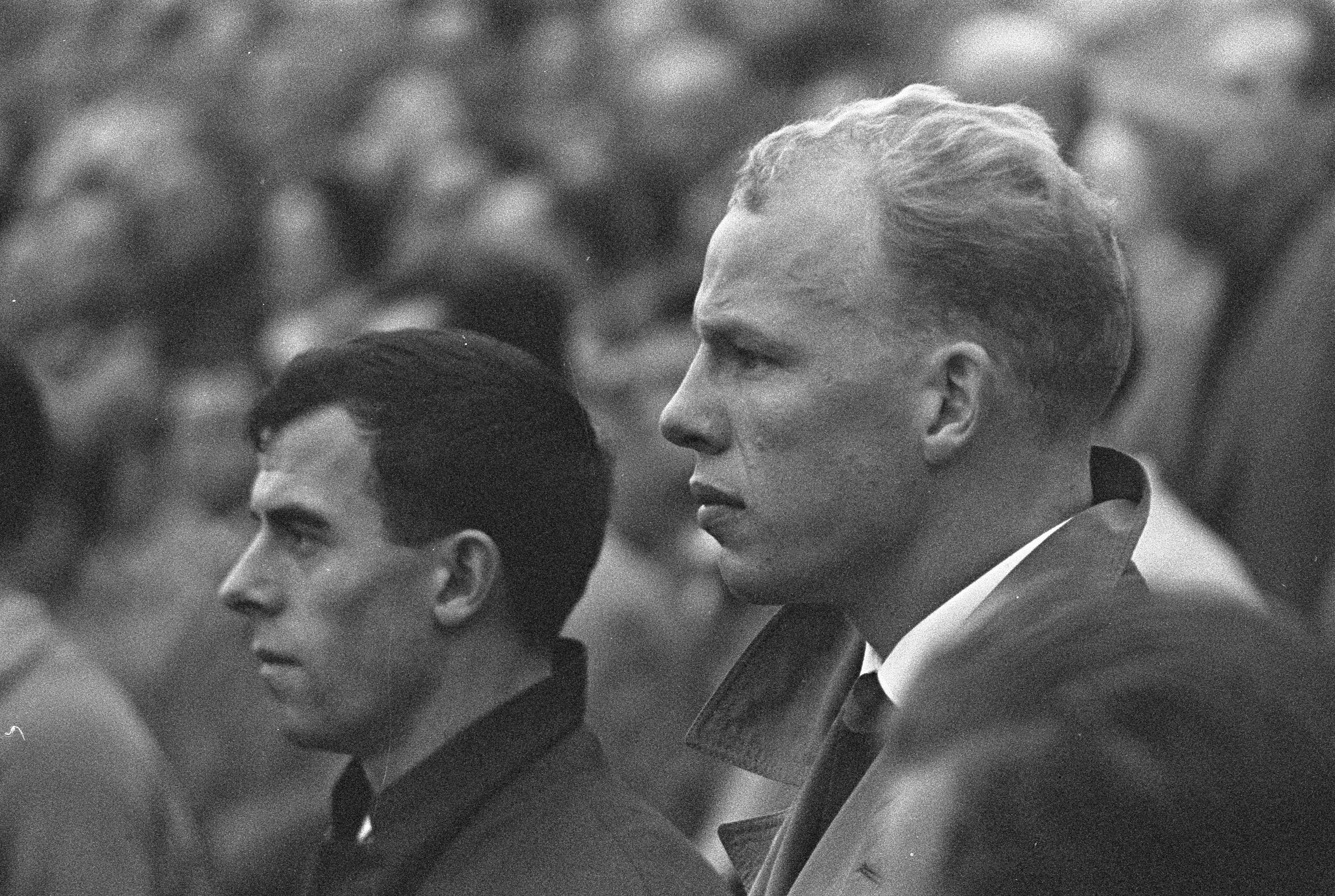
Roel Wiersma (dreta) i Coen Moulijn (esquerra) el 1959.

La major part de la seva carrera transcorregué al PSV Eindhoven, on jugà durant deu temporades i en fou capità.
També fou 53 cops internacional amb els Països Baixos.

## Palmarès
PSV Eindhoven
- Eredivisie (1): 1962-63